# (2333) Porthan
(2333) Porthan est un astéroïde de la ceinture principale.

## Description
(2333) Porthan est un astéroïde de la ceinture principale. Il fut découvert le 3 mars 1943 à Turku par Yrjö Väisälä. Il présente une orbite caractérisée par un demi-grand axe de 2,64 UA, une excentricité de 0,14 et une inclinaison de 11,9° par rapport à l'écliptique.

## Compléments